# Viviparus
Viviparus is een geslacht van Gastropoda levend in het zoete water dat fossiel (met zekerheid) bekend is vanaf het Krijt. Het geslacht komt voor tot in de huidige tijd.

## Beschrijving
De schelp is meestal conisch van vorm, hoger dan breed en regelmatig gewonden. De windingen zijn doorgaans bol, soms met kielen die glad maar ook geknobbeld kunnen zijn. Bij sommige soorten is een kiel op de periferie aanwezig. Vaak is de mondopening ovaal tot vrijwel rond. De mondrand is scherp, niet verdikt en niet omgeslagen. De schelp heeft een navel die echter geheel bedekt kan zijn.
In hoogte variëren de meeste soorten tussen ongeveer een en zes centimeter. De schelp kan worden afgesloten met een (meestal dun) hoornachtig operculum, dat concentrisch is opgebouwd.

## Typesoort
Viviparus viviparus (Linnæus, 1758) is de typesoort van dit geslacht.

## Europese soorten
Een selectie van (onder)soorten uit dit geslacht:
- Viviparus acerosus (Bourguignat, 1862)
- Viviparus ater (De Cristofori & Jan, 1832)
- † Viviparus burgundinus (Tournouër, 1866) - Plioceen
- † Viviparus clairi Schlickum & Puisségur, 1977 - Vroeg Pleistoceen
- Viviparus contectus (Millet, 1813)
- † Viviparus crytomaphora Brusina, 1874 - Mioceen
- † Viviparus diluvianus (Kunth, 1865) - Vroeg- en Midden Pleistoceen
- † Viviparus gibbus (Sandberger 1880)
- † Viviparus glacialis (S.V. Wood, 1872) - Vroeg Pleistoceen
- Viviparus hellenicus Westerlund, 1886
- † Viviparus janinensis (Mousson, 1859) - Plioceen
- † Viviparus kurdensis Lörenthey, 1894 - Tertiair
- Viviparus mamillatus (Küster, 1852)
- † Viviparus medius (S. Woodward, 1833) - Vroeg Pleistoceen
- † Viviparus sadleri Partsch, 1856 - Mioceen
- † Viviparus sublentus d´Orbigny, 1850 - Eoceen
- † Viviparus suessoniensis (Deshayes, 1826) - Eoceen
- † Viviparus symeonidisi Schütt, 1986 - Plioceen
- † Viviparus teschi Meijer, 1990 - Vroeg Pleistoceen
- Viviparus viviparus viviparus (Linnæus, 1758)
- Viviparus viviparus penthicus (Servain, 1884)

In het Europese en Aziatische Tertiair en Vroeg Pleistoceen komen talloze hier niet genoemde soorten voor. Tijdens het Neogeen vindt een grote radiatie plaats. Vaak bestaat de sculptuur van deze soorten uit knobbels, ribben, spiralen en kielen.

## Afbeeldingen

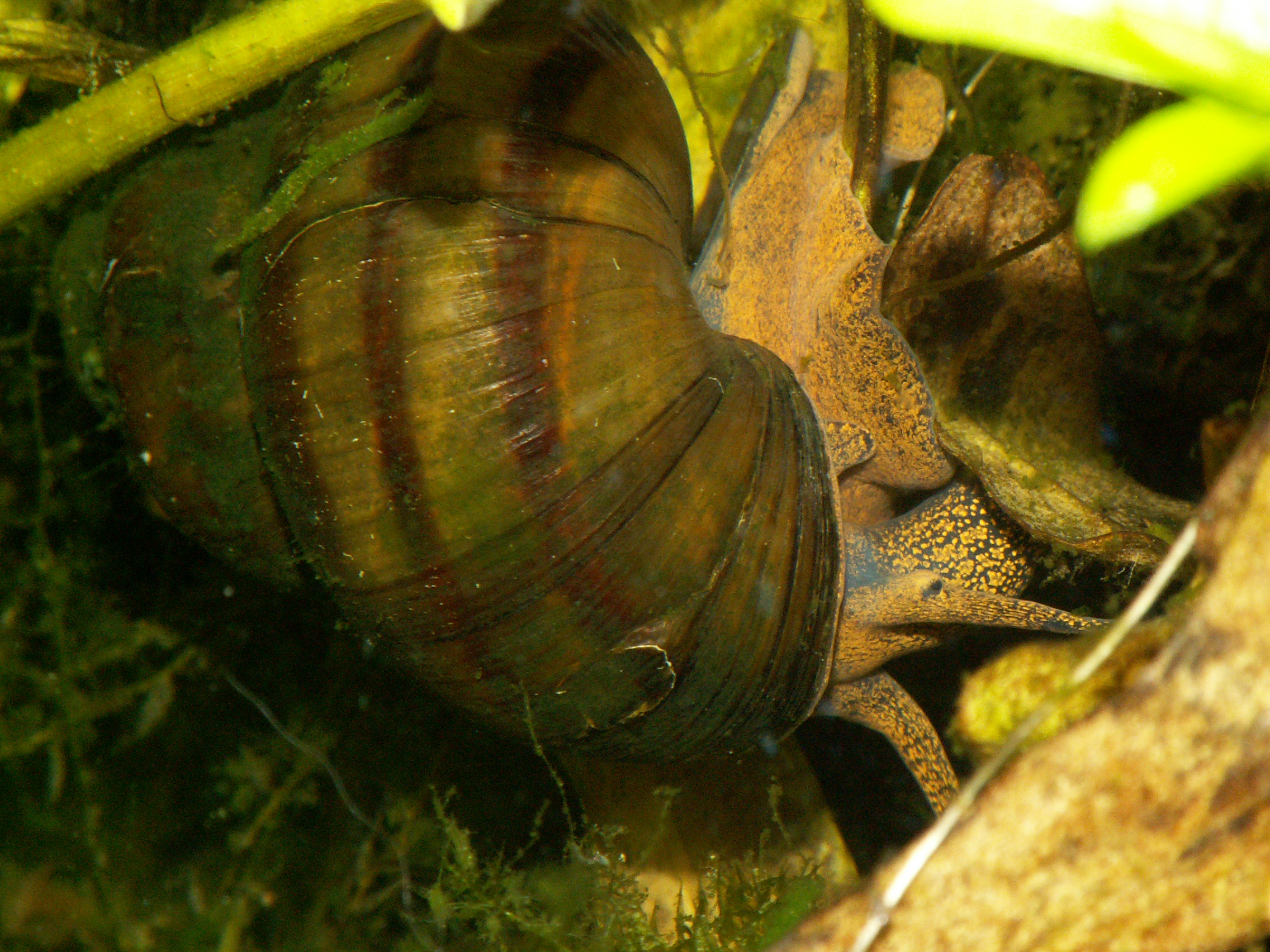
Viviparus viviparus, in aquarium
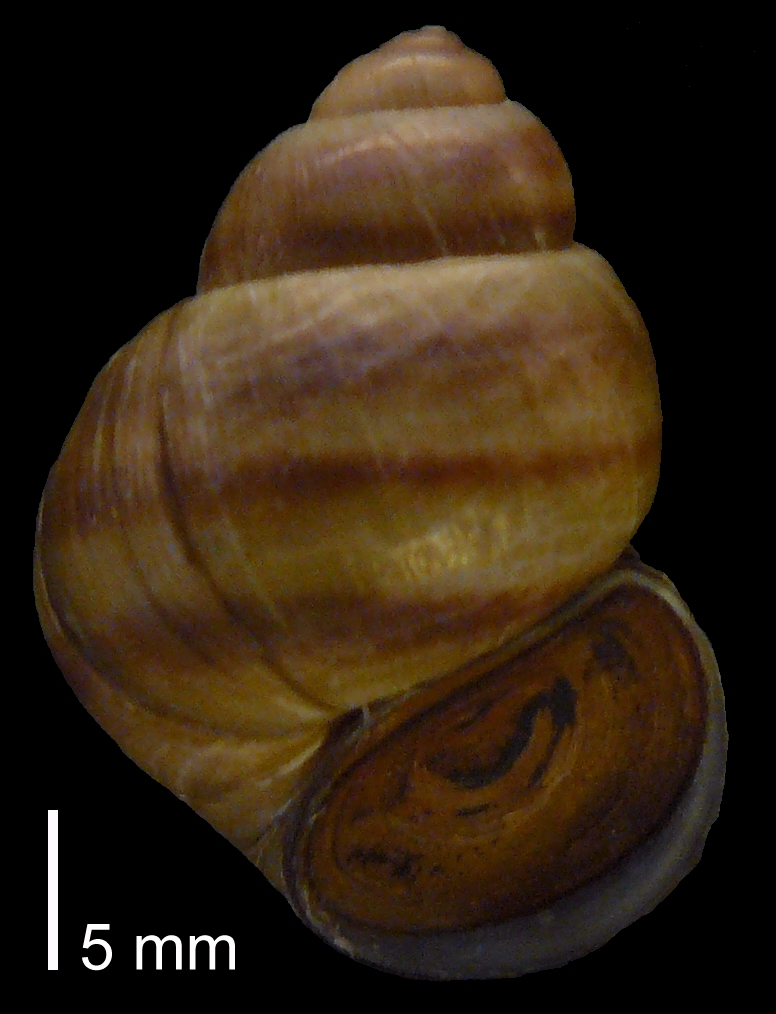
Viviparus viviparus met operculum Orne bij Caen (Frankrijk).
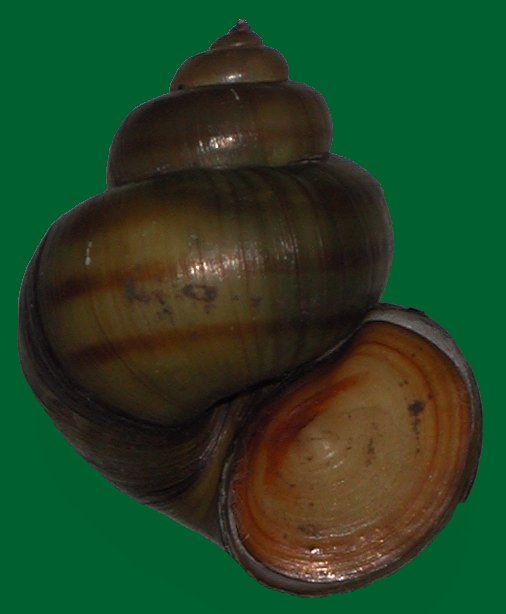
Viviparus contectus met operculum Eempolder, Nederland.
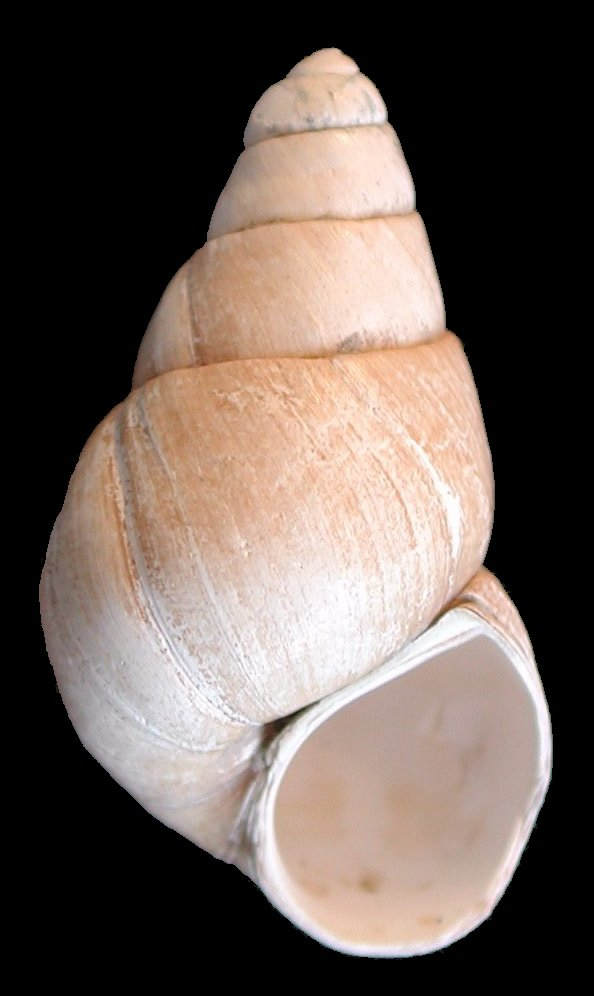
Viviparus glacialis Boring Rosmalen, Nederland; Ouderdom: Laat Tiglien
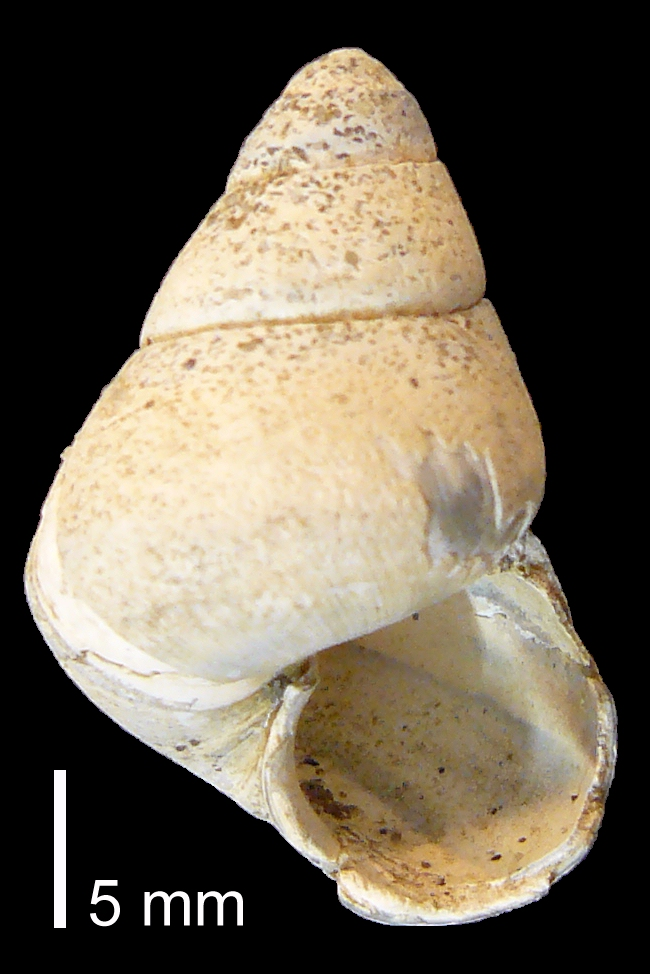
Viviparus teschi Boring Arnhem, Nederland. Ouderdom: Tiglien
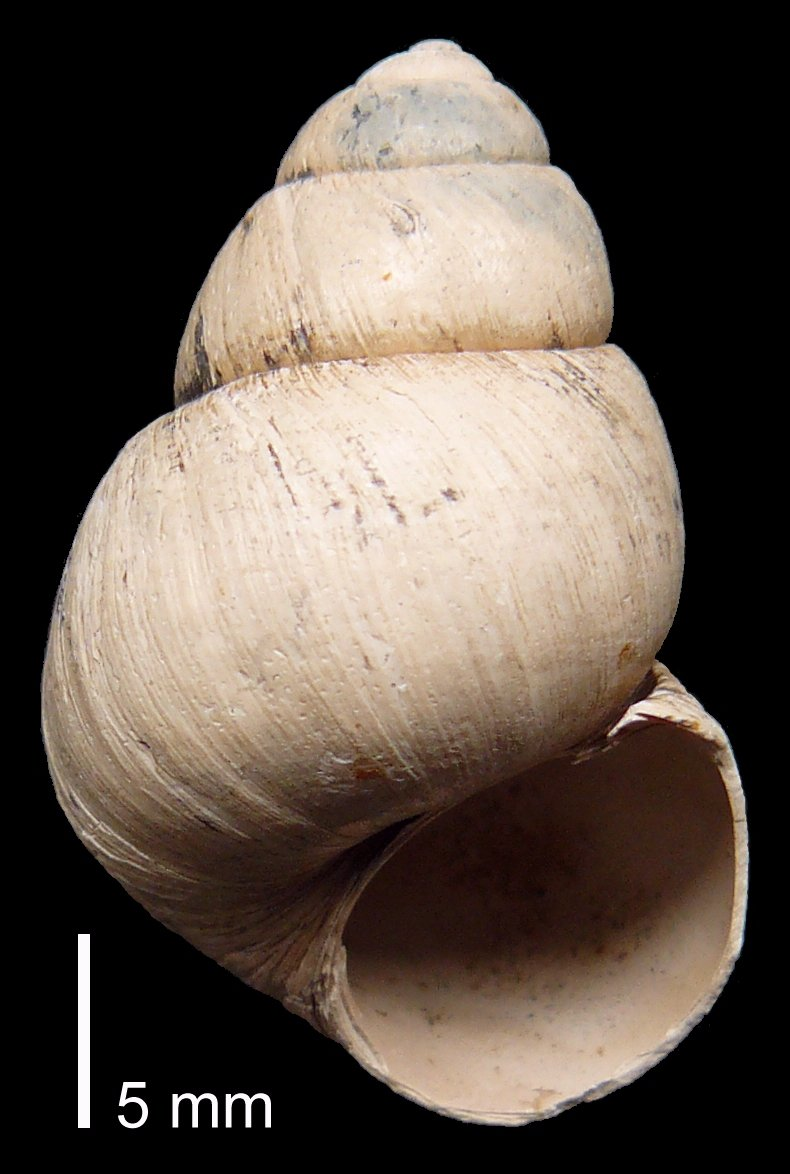
Viviparus diluvianus (van de typelocaliteit); Ouderdom: Holsteinien
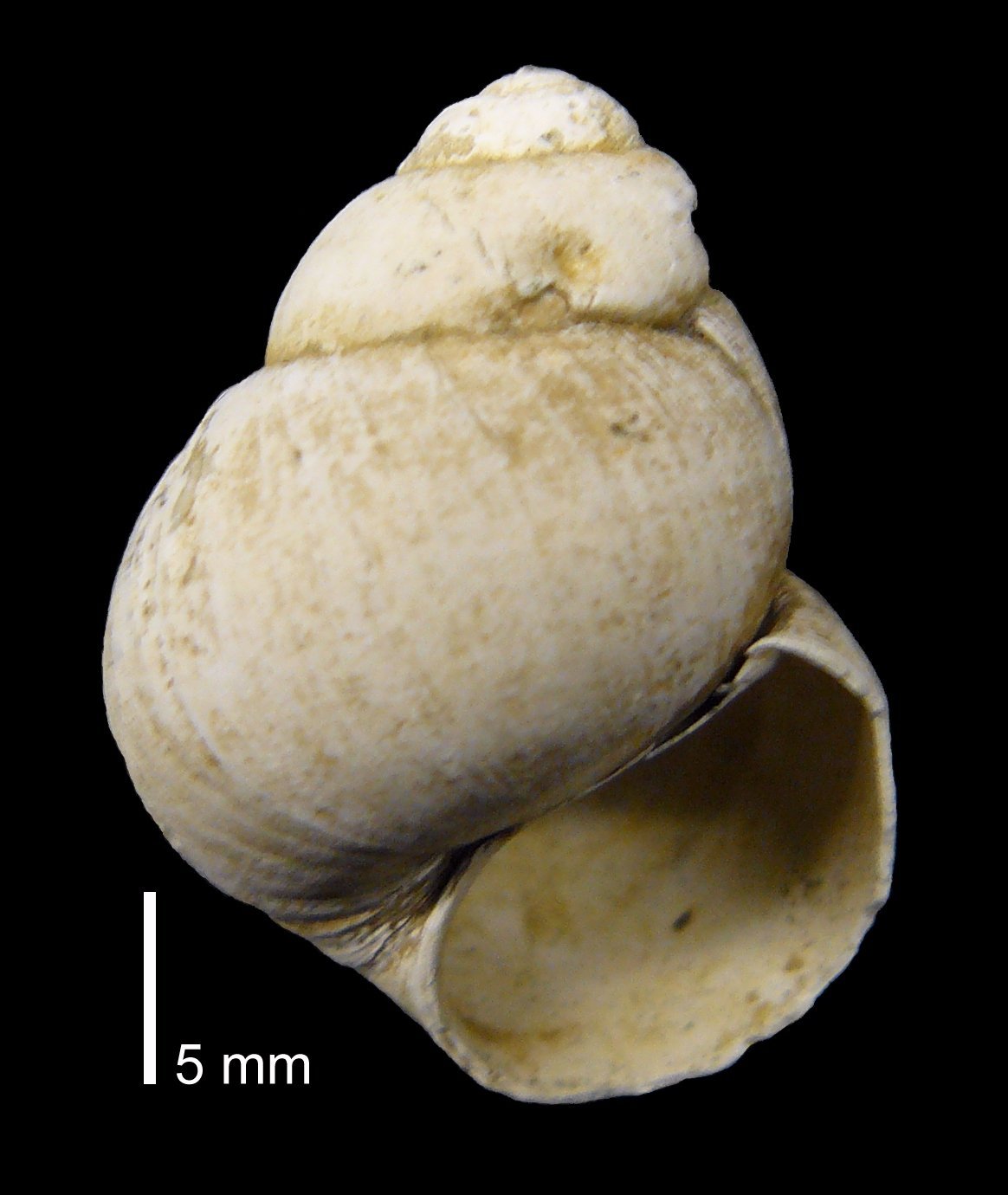
Viviparus diluvianus Maalbeek bij Belfeld, Nederland; Ouderdom: Laat Tiglien